# Desmond O'Malley
Desmond Joseph O'Malley (2 février 1939 – 21 juillet 2021) est un homme politique irlandais qui est ministre de l'Industrie et du Commerce de 1977 à 1981 et de 1989 à 1992, chef des démocrates progressistes de 1985 à 1993, ministre du Commerce. et du Tourisme de mars 1982 à octobre 1982, ministre de la Justice de 1970 à 1973 et whip en chef du gouvernement et secrétaire parlementaire du ministre de la Défense de 1969 à 1970. Il est Teachta Dála (TD) pour la circonscription de Limerick Est de 1968 à 2002.
Membre éminent du Fianna Fáil et ministre du gouvernement dans les années 1970 et 1980, O'Malley fonde ensuite les Démocrates progressistes et est le premier chef du parti de 1985 à 1993. Il prend sa retraite de la politique lors des élections générales de 2002.

## Jeunesse
O'Malley est né à Limerick en 1939. Sa famille est impliquée depuis longtemps dans la politique : son grand-père maternel, Denis O'Donovan, est tué pendant la guerre d'indépendance par les Black and Tans deux de ses oncles et son père occupent le poste de maire de Limerick, et son oncle Donogh O'Malley est ministre de l'Éducation.
O'Malley fait ses études au Jesuit Crescent College et à l'University College Dublin, dont il obtient un diplôme en droit en 1962.
Il est marié à Pat McAleer, qui est décédé avant lui en 2017. Ils ont six enfants, 4 filles et deux fils, dont Fiona O'Malley.

## Entrée en politique
En 1968, son oncle et député Donogh O'Malley meurt subitement. Initialement, Hilda, la veuve de Donogh, est invitée par le Fianna Fáil à se présenter à l'élection partielle pour tenter de conserver le siège au parti. Cependant, comme Hilda est encore sous le choc de la mort subite de son mari, elle refuse et, après une consultation auprès de nombreux O'Malley, Desmond O'Malley est sélectionné et il se présente à l'élection partielle suivante pour occuper le siège vacant. Desmond est élu au Dáil Éireann en tant que député Fianna Fáil pour la circonscription de Limerick Est. À l'époque, on pense que cette victoire aux élections partielles par seulement 900 voix est en partie due à Neil Blaney et à sa « mafia du Donegal ». La relation entre Desmond et Hilda est tendue après la victoire de Desmond après qu'Hilda ait changé d'avis quant à son entrée en politique. Elle demande que Desmond se tienne à l'écart lors des élections générales irlandaises de 1969 pour qu'elle devienne la principale candidate du Fianna Fáil, mais Desmond refuse. Desmond et Hilda se présentent à Limerick Est lors de cette élection de 1969, avec Desmond pour le Fianna Fáil et Hilda en tant qu'indépendante. Desmond arrive troisième tandis qu'Hilda termine cinquième dans la circonscription de quatre sièges. Desmond est élu alors qu'Hilda rate de peu l'élection. La dynamique « O'Malley contre O'Malley » suscite énormément d'intérêt et de discussions, au point de faire la une des journaux internationaux.

## Crise des armements et ministre de la Justice
Après les élections générales de 1969, O'Malley est nommé secrétaire parlementaire du Taoiseach, Jack Lynch, ainsi que secrétaire parlementaire du ministre de la Défense, Jim Gibbons. O'Malley joue un rôle central dans les poursuites découlant de la crise des armements de 1970, l'affaire contre les ministres du gouvernement accusés Charles Haughey et Neil Blaney. L'affaire est jugée par la Cour suprême, où les deux ministres sont acquittés.
En 1970, O'Malley succède à Mícheál Ó Móráin au poste de ministre de la Justice. À 31 ans, O'Malley est le plus jeune ministre de la Justice depuis Kevin O'Higgins qui a présidé la période post-révolutionnaire tumultueuse en Irlande dans les années 1920 après la guerre d'indépendance irlandaise et la guerre civile irlandaise.
En tant que ministre de la Justice, O'Malley renforce la loi sur les infractions contre l'État afin qu'une personne puisse être reconnue coupable d'appartenance à l'IRA sur la parole d'un surintendant de la Garda. Il met en place également le Tribunal pénal spécial, un tribunal sans jury présidé par trois juges qui juge les affaires de terrorisme et de grande criminalité organisée, dont la raison d'être invoquée est d'éviter l'intimidation des témoins. Les projets d'O'Malley visant à introduire l'internement sans procès pour les suspects provisoires de l'IRA dans la République n'ont pas été mis en œuvre, mais à la suite d'une menace d'assassinat de la part de l'IRA, il est autorisé à porter une arme de poing à tout moment et est fréquemment déplacé de maison en maison.

## Dans l'opposition
À la suite des Élections générales irlandaises de 1973, le Fianna Fáil est évincé du gouvernement pour la première fois en 16 ans par le Fine Gael et le Parti travailliste, qui avaient convenu d'un pacte préélectoral pour former une coalition en cas de victoire. En 1974, O'Malley critique l'Accord de Sunningdale négocié par le Fine Gael et les travaillistes, déclarant que « l'Irlande est une Irlande, une nation, un pays parce que Dieu en a fait un ». O'Malley s'oppose également aux tentatives de la Coalition visant à mettre fin à l'interdiction de la vente de contraceptifs en Irlande. Son point de vue sur cette question évolue avec le temps et plus tard dans sa carrière, il modifie radicalement sa relation avec le Fianna Fáil.

## Majorité du Fianna Fáil
Aux élections générales de 1977, le Fianna Fáil obtient une majorité de 23 sièges au Dáil Éireann et O'Malley devient ministre de l'Industrie et du Commerce à une époque où la situation économique de l'Irlande est en déclin rapide. En 1979, à la suite de la démission de Jack Lynch en tant que Taoiseach et chef du Fianna Fáil, deux candidats se présentent à l'élection à la direction, George Colley et Charles Haughey. O'Malley et Martin O'Donoghue gèrent la campagne de Colley, mais Haughey l'emporte. Colley et O'Malley conservent leurs postes au sein du gouvernement, mais le département d'O'Donoghue est supprimé.

## Opposition à Haughey

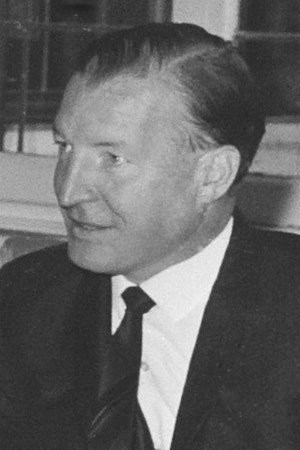
La rivalité entre Charles Haughey et O'Malley a culminé avec l'expulsion d'O'Malley du Fianna Fáil en 1985.

Après les élections générales de février 1982, le Fianna Fáil, dirigé par Haughey, échoue à obtenir la majorité absolue au Dáil. Haughey est considéré comme la principale raison de la défaite électorale. George Colley apporte son soutien à O'Malley en tant que challenger à la direction, mais aucun vote sur la direction du parti n'a lieu. Haughey est réélu Taoiseach après avoir négocié des accords de soutien avec le Sinn Féin, le Parti des travailleurs et deux indépendants. O'Malley est nommé au Cabinet en tant que ministre du Commerce et du Tourisme.
Un grand nombre de députés sont rapidement déçus par le leadership de Haughey et apportent leur soutien à O'Malley dans le but d'évincer le leader sortant. Le 1er octobre 1982, un défi contre Haughey est lancé par le député de Kildare, Charlie McCreevy. O'Malley est en vacances en Espagne à ce moment-là, mais il revient pour se présenter contre Haughey. Lui et ses partisans démissionnent du Cabinet. Haughey remporte un vote ouvert par 58 voix contre 22, avec pour résultat que les députés qui ont voté contre Haughey, dont O'Malley, deviennent connus sous le nom de Gang des 22.
En décembre 1982, un gouvernement de coalition Fine Gael – Parti travailliste prend le pouvoir et son ministre de la Justice, Michael Noonan, révèle que le gouvernement de Haughey a été impliqué dans les écoutes téléphoniques de certains journalistes. Cela déclenche une autre offensive pour le leadership, avec O'Malley, Gerry Collins, Michael O'Kennedy, Brian Lenihan et John Wilson manifestant tous un intérêt pour remplacer Haughey. Cependant, une enquête officielle sur les écoutes téléphoniques innocente Haughey de tout acte répréhensible et blâme davantage Martin O'Donoghue que les autres députés impliqués. Haughey conserve la direction par 40 voix contre 33.
George Colley meurt en 1983 et Martin O'Donoghue n'est plus député. O'Malley est isolé au sein du Fianna Fáil, nombre de ses partisans abandonnant tout espoir de battre un jour Haughey.

## Expulsion du Fianna Fáil
En mai 1984, le rapport du New Ireland Forum est publié. Haughey est une figure clé du Forum et a admis que plusieurs solutions sont possibles pour résoudre le problème de l'Irlande du Nord. Cependant, il répond à la publication en déclarant que la seule solution possible est une Irlande unie. O'Malley critique cette position et accuse Haughey d'étouffer le débat. Lors d'une réunion du groupe parlementaire Fianna Fáil pour discuter du rapport, O'Malley est exclu.
Au début de 1985, le gouvernement du Fine Gael et du Parti travailliste présente le projet de loi sur la santé pour libéraliser la vente de contraceptifs. Le Fianna Fáil s'oppose au projet de loi, mais O'Malley le considère comme une question de conscience et souhaite le soutenir. Le discours d'O'Malley est ensuite salué comme l'un des meilleurs jamais prononcés au Dáil.
Lorsque le projet de loi est voté, il s'abstient. Cependant, cela ne le sauve pas de la colère de Haughey. Le 26 février 1985, il est convoqué à une réunion du parti et accusé de "conduite inconvenante". À la suite d'un vote par appel nominal, il est exclu du Fianna Fáil par 73 voix contre 9.

## Démocrates progressistes
Immédiatement après, Desmond O'Malley est contacté par un jeune activiste du Fine Gael, Michael McDowell, qui encourage O'Malley à fonder un nouveau parti politique et lui propose toute l'aide qu'il pouvait apporter. Le 21 décembre 1985, O'Malley annonce la formation des Démocrates progressistes. Il est rejoint par Mary Harney (comme O'Malley, un député indépendant exclu du Fianna Fáil), et plus tard par les députés du Fianna Fáil Bobby Molloy et Pearse Wyse et le député du Fine Gael Michael Keating. Aux élections générales de 1987, les Démocrates Progressistes remportent 14 sièges, faisant du nouveau parti le troisième parti du Dáil. Le Fianna Fáil revient au pouvoir avec Haughey à la tête d'un gouvernement minoritaire.

## Coalition avec le Fianna Fáil
En mai 1989, Haughey convoque des élections générales anticipées dans l'espoir de remporter une majorité absolue, mais le Fianna Fáil perd en fait des sièges. Les Démocrates progressistes perdent également des sièges, mais conservent un rôle pivot. Haughey n'est pas élu Taoiseach, car les démocrates progressistes votent pour le chef du Fine Gael, Alan Dukes, mais après la démission officielle de Haughey, il entame des négociations avec les démocrates progressistes pour former une coalition. Le 5 juillet 1989, Haughey et O'Malley concluent un accord pour le gouvernement et O'Malley est nommé ministre de l'Industrie et du Commerce.
En 1990, le candidat du Fianna Fáil à l'élection présidentielle est Brian Lenihan. Quelques semaines avant les élections, un scandale éclate à la suite de l'accusation selon laquelle Lenihan aurait téléphoné au président Patrick Hillery en 1982 pour lui demander de ne pas dissoudre le Dáil après la chute du gouvernement de Garret FitzGerald. Lenihan a toujours nié cela, mais de nouvelles preuves sont désormais apparues. O'Malley déclare à Haughey que les démocrates progressistes se retireraient de la coalition et soutiendraient une motion de censure déposée par l'opposition à moins que Lenihan ne quitte le gouvernement ou que Haughey n'ouvre une enquête sur l'incident. Haughey limoge Lenihan.
Au début de 1992, le programme gouvernemental devait être renouvelé. Lorsqu'il est révélé par Seán Doherty que Haughey a autorisé la mise sur écoute des téléphones de deux journalistes en 1982, O'Malley considère que les démocrates progressistes ne peuvent plus rester dans son gouvernement. Haughey démissionne le 11 février 1992 et est remplacé comme chef du parti et Taoiseach par Albert Reynolds. O'Malley et les Démocrates progressistes restent dans la coalition jusqu'à ce que Reynolds accuse O'Malley d'être « malhonnête » lors de son témoignage devant le Tribunal. L'effondrement de la coalition conduit aux élections générales. Le Fianna Fáil revient au pouvoir en coalition avec le Parti travailliste et les Démocrates progressistes passent dans l'opposition.

## Retraite
En octobre 1993, O'Malley prend sa retraite en tant que chef des Démocrates progressistes. Il est remplacé par Mary Harney, l'une des cofondatrices du parti. En 1994, O'Malley se présente au Parlement européen mais est battu par Pat Cox, un Député européen en exercice qui a quitté les Démocrates progressistes pour se présenter comme indépendant lorsque O'Malley a été choisi comme candidat pour le remplacer. O'Malley reste député jusqu'à sa retraite de la politique aux élections générales de 2002, quand son cousin Tim O'Malley lui succède au poste de député. Sa fille Fiona O'Malley est élue au Dáil pour les Démocrates Progressistes. Son fils Eoin O'Malley est politologue à la faculté de droit et de gouvernement de la Dublin City University.
En octobre 2014, il publie ses mémoires, Conduct Unbecoming: A Memoir. Le livre reçoit des critiques mitigées. L'Irish Examiner le décrit comme « piquant et pertinent » tandis que l'historien Diarmuid Ferriter, écrivant pour l'Irish Times, le considère comme « un livre exaspérant et mal écrit », contestant un certain nombre d'affirmations faites par O'Malley, notamment concernant la crise des armements.
O'Malley est décédé le 21 juillet 2021 à l'âge de 82 ans,,.